# Brenzone sul Garda
Brenzone sul Garda (Brenzone fino al 2014, Brensón o Brenzón in veneto) è un comune italiano sparso di 2 440 abitanti della provincia di Verona in Veneto. La sede municipale si trova nella frazione di Magugnano.

## Geografia fisica

### Territorio
Brenzone sul Garda dista circa 56 chilometri a nord-ovest da Verona, capoluogo provinciale. È situato sulla sponda veronese del Lago di Garda. Il territorio comunale comprende parte del massiccio del Monte Baldo, ovvero la zona della Val Vaccara.
Il comune non ha un centro principale e una periferia ma è formato da 16 piccole frazioni distribuite lungo l'ampio territorio; la loro distribuzione non è omogenea: si trovano suddivise in fasce formate da paesi molto vicini gli uni agli altri mentre vaste aree rimangono praticamente naturali e inalterate. Per esempio le frazioni litoranee di Assenza, Porto, Magugnano, Marniga e Castelletto, pur rimanendo distinte, costituiscono di fatto un unico centro abitato che si sviluppa da nord a sud. Oltre alle 16 frazioni troviamo numerosissime località spesso formate da 4 o 5 case, molte delle quali hanno un nome composto dal prefisso Ca', in dialetto "casa", e da un cognome, indicando come le famiglie erano sparse in piccoli centri del comune.
I centri abitati maggiori sono:
- Magugnano (Magugnâa) (300 abitanti ca.), sede municipale
- Castelletto (Castelét) (432 abitanti ca.)
- Marniga (Marnìga) (351 abitanti ca.)
- Sommavilla (Somaìla) (340 abitanti ca.)
- Porto (Pôort) (301 abitanti ca.)
- Castello (Castèl) (170 abitanti ca.)

Queste frazioni da sole hanno 1 954 abitanti, il resto è sparso nelle altre frazioni e località.

## Origini del nome
L'etimologia sull'origine della parola Brenzone è ancora oggi molto discussa. Secondo alcuni potrebbe derivare da il nome dei Brenni, una tribù germanica insediatasi sul monte Baldo che compiva scorrerie e saccheggi nel territorio o più semplicemente da Brenno, mitico condottiero dei Galli Senoni. Secondo altri avrebbe origine dalla locuzione berg zone ("territorio di montagna") con cui il territorio venne definito da uno scrivano al seguito di Federico Barbarossa qui transitato durante la sua seconda discesa in Italia o più fantasiosamente da un certo Bruncione, paladino di Francia, giunto sul Garda al seguito del re franco Pipino, figlio di Carlo Magno.
Domenico Marocchi, un medico e storico locale, in un documento del 22 dicembre 1790 descrive con precisione la storia che portò all'origine del toponimo: «Il nome di Brenzone per quanto io abbia potuto rintracciare dai più vecchi ed illuminati di questa Comunità, mentre iscritti del Pubblico sono stati abbrucciati per incautezza, e dai Francesci due volte, è provenuto da una famiglia Brenzoni, che abitava in mezzo a queste ville, cioè a Castello. Narrano che i villici di questi contorni nel portarsi alla residenza Brenzoni, affine di contribuire la porzione del raccolto, dicessero "andiamo dai Brenzoni" e da questo sia insorto il nome Brenzone. Si sa per certo che codesta famiglia [ebbe] estensione grande di Campagna, di Montagne gl'intorno a queste ville».
In realtà, come nella gran parte dei casi in Italia, oggi sappiamo che fu la famiglia feudale a prendere il nome da quello del feudo ottenuto e non il contrario. Un ramo dei Rangoni modenesi (vedi il comune di Castelnuovo Rangone) prese così il nome di Brenzone. Il mausoleo sepolcrale dei Rangone Brenzoni è visibile in San Fermo a Verona. Un componente della famiglia in periodo rinascimentale, mentre operava in realtà a Venezia, fece poi costruire la bellissima villa di San Vigilio nel vicino comune di Garda.
Dopo il referendum tenutosi il 9 febbraio 2014, dai due seggi elettorali di Magugnano e Castelletto, è emerso che circa il 70% (69,9%) dei votanti ha espresso voto favorevole al cambio di denominazione da Brenzone a Brenzone sul Garda.
Origine dei nomi delle frazioni:
- Assenza: il termine di solito deriva da "ascesa", "montata", data la relazione alla mulattiera che collega alla frazione di Sommavilla. Oppure, potrebbe esserci una connessione con la festività dell'Ascensione, in dialetto La Sensa. Inoltre, l'abitato, almeno fino al XVII secolo era denominato Menarolo (porticciolo, probabilmente a servizio di Sommavilla)[9].
- Biaza: il nome descrive il luogo in cui la frazione sorge, più basso al centro e rilevato a nord e a sud, che ricorda la forma della bàsia 'terrina'[9].
- Borago: Borago può derivare da Borgo: l'abitato presenta ancora oggi la caratteristica forma a borgo nonostante alcune costruzioni nuove attorno al paese. Ma più probabilmente, come tutti i toponimi con suffisso "ago" deriva da un suffisso antico celtico che indica una proprietà terriera. Di solito la prima parte del nome è un nome famigliare. In questo caso forse, in analogia con val Borago ad Avesa di Verona, indica la vicinanza di una ripida valletta (stessa radice di "burrone").
- Campo: antico borgo abbandonato all'inizio del Novecento e oggi abitato da una sola famiglia, Campo sembra essersi fermato al medioevo: le case e l'antico castello dominano ancora un paesaggio antico con campi di olivi e grotte naturali. Il paese, ancora oggi raggiungibile solo con una mulattiera, reca ancora una pianta medievale: con la chiesetta di San Pietro in Vincoli, il castello, il torrente che attraversa la borgata. L'origine del nome è campum 'superficie agraria coltivabile'[9].
- Castelletto: il toponipo può giustificarsi in loco: originariamente Castelletto era un abitato costruito intorno al proprio imbarcadero, probabilmente l'unico importante prima della costruzione di Porto di Brenzone[9] .
- Castello: il nome castello deriva dal fatto che tanti anni fa nel paese che sorge su un'erta collina addossata sul Monte Baldo esistesse proprio un castello. Nella parte del paese detta Castello di Sotto è ancora visibile un pezzo di muro con due merletti in rovina. Inoltre, nella documentazione archivistica il nome è spesso legato al ricordo della famiglia Brenzone che vi ha risieduto fino al 1420. Quanto al significato vuol dire 'fortezza, campo munito'[9].
- Fasor: il nome deriva dalla voce dialettale fasol, cioè fagiolo, probabilmente chiamato così per l'uso locale di coltivare i fagioli.
- Magugnano (sede comunale): il nome deriva dalla famiglia "Magugnan", la quale governava Brenzone. Non risulterebbero però fonti attestate della presenza di questa famiglia. Altra ipotesi è data dal suffisso ano tipico nei toponimi italiani di provenienza da nome personale latino (come non notare la assonanza col nome di Gargnano sull'altra sponda del lago alla stessa latitudine) quindi successivo ai suffissi celtici di formazione dei vicini toponimi di Borago e Zignago.
- Marniga: la forma linguistica lo riconosce come prediale e lo attribuisce al sostrato celtico. In origine il suffisso appariva solo in nesso con nomi di persona celtici ma fu usato anche con nomi latini. In Marniga, infatti, si può riconoscere il gentilizio lat. Marinus e dunque il nome locale deve essere insorto in epoca tardo-antica, mantenendo dello strato celtico solo l'eco derivante dal suffisso.[9]
- Porto: si trattava di un paese sorto attorno al principale porto di pescatori della zona settentrionale di Brenzone; era probabilmente il porto che serviva il Castello.
- Pozzo: in questo caso la parola 'pozzo' viene usata in senso metaforico per indicare un avvallamento del terreno. La frazione di Pozzo è praticamente unita a Sommavilla e questo attribuisce un valore particolare ad entrambi i toponimi, che evidentemente di contrappongono: l'uno è designazione di un paesello in posizione dominante, l'altro indica metaforicamente una località più bassa[9].
- Prada Alta: Prada Alta porta il caratteristico nome dei paesi di montagna: sorge nella Val Vaccara, sopra Brenzone, a 1 060 metri di quota. Vicino al paese di Prada Alta si trovano anche le località di Fiès (1010 m) e Ca' Chemasi (1140 m). Il paese di Prada Alta assieme alle vicine località fino agli anni '50 era formato da un piccolo agglomerato di case e da alcune baite: con la costruzione degli impianti di risalita e l'apertura della stazione sciistica della Costabella si è notevolmente ingrandito grazie alla costruzione di numerosi residence, alberghi e seconde case. Oggi all'interno di Prada Alta è inglobata anche la vecchia località di San Francesco, dove sorge la chiesa parrocchiale dedicata all'omonimo santo.
- Sommavilla: l'etimologia del nome Sommavilla deriva probabilmente dal confronto del paese con la frazione vicina, Pozzo. Le due frazioni sono poste molto vicine: "Somaila" più in alto, su un dosso, Pozzo in un valletto. Oppure rispetto ad Assenza che in antico ne costituiva il porticciolo e quindi, in mancanza di strade adeguate, il collegamento verso il resto del mondo.
- Venzo: il nome Venzo deriva dal latino vincitor che sta a significare vincitore. La leggenda narra infatti che fu l'unico paese in cui non si diffuse l'epidemia di peste che colpì Brenzone nel 1631. Si narra addirittura di persone guarite dal colera (che colpì la zona oltre due secoli dopo nel 1836) dopo essere entrate nel paese.
- Zignago: probabile origine romano celtica di proprietà terriera come la sottostante vicina Borago. Anche qui omonimia nel triveneto a Portogruaro. Val Zignago che dette il nome al noto gruppo Zignago (non a caso da un originario podere di oltre mille ettari) fondato da Marzotto.

## Storia

### Preistoria e protostoria
Facendo riferimento ai vari ritrovamenti litici nel territorio è possibile documentare una presenza antropica presso Val Trovai nel Paleolitico Medio e Superiore su piccoli pianori posti a 1000 m sl.m Si segnala inoltre In località Prada, insieme ad altri elementi litici, una punta musteriana.
Il ritrovamento più importante in queste zone risulta essere la cosiddetta "Pietra di Castelletto", oggi conservata all'interno della sede comunale di Brenzone in località Magugnano. Si tratterebbe di una roccia istoriata trovata nel 1965 da Mario Pasotti presso località Castelletto non distante dalla riva e si trovava all'interno di un ben più grande pezzo di calcare rosso ammonitico. La “pietra”, mancante della parte centrale persa durante il rinvenimento, ha una grandezza di 4,6 × 2,6 m. Sulla superficie, realizzate con tecnica incisoria a martellina sono rappresentate:
- 73 asce immanicate con taglio a paletta (o a flabello)
- 8 spade
- 3 piccoli strumenti “non meglio definiti”
- un meandro
- un antropomorfo
- 10 “simboli indeterminati”

È stata interpretata, data la cospicua presenza di armi e di altri temi figurativi, come un deposito votivo tipico dell'età del Bronzo Medio (1600-1300 a.C.). Sono state fatte diverse comparazioni antecedenti con le statue-stele e massi incisi dell'arco alpino dell'età del Rame (prima metà del III millennio a.C.).

### Epoca romana
Di questo periodo storico ci rimangono sporadiche testimonianze di iscrizioni epigrafiche e la villa situata in località Castelletto come esempio abitativo sulla riva lacustre. Il territorio di Brenzone data la sua conformità territoriale, posto ai piedi delle impervie pendici montane del Monte Baldo e protetto dall'altro lato dal lago di Garda, mantiene nel tempo, una costante marginalità rispetto alla zona meridionale del lago. Sappiamo che con la formazione della Regio X (un ampio territorio che comprendeva al suo interno le aree dell'odierno Veneto, Friuli Venezia Giulia e zona istriana) sotto l'imperatore Augusto, l'area di Brenzone si trova sotto la gestione della gens Polibia.

### Medioevo
Alcune terre a Brenzone fanno parte fin dal IX secolo dei beni del monastero di San Zeno a Verona e rimangono in suo possesso fino al XII secolo, come testimoniano i diplomi di XI-XII secolo. Un documento del 1023 mostra che a Campo di Brenzone vi sono alcuni lavoratori del monastero di S. Zeno; alcune terre in questa località continuano a essere parte dei possedimenti di S. Zeno anche nel XII secolo. Anche nel XIII secolo esse sono sotto il controllo di S. Zeno: lo si capisce dal fatto che sono documentate le attività di affitto di terre in queste zone da parte del monastero di Verona, che tra l'altro documenta questi rapporti più dettagliatamente rispetto al periodo precedente.
Alla metà del XII secolo viene attestata la presenza del territorio di Brenzone come proprietà terriera. Nel 1141 viene citato un affitto di terreni in Brunzoni, rendendo evidente la presenza di una realtà territoriale. È una sporadica avvisaglia che si sta formando un'unità politica e territoriale sebbene non ancora riconosciuta. Il riconoscimento vero e proprio lo abbiamo da un diploma dell'imperatore Federico I emanato nell'ottobre del 1163.
Il comune rurale di Brenzone non ha una sua propria identità e in buona sostanza non esiste anteriormente al XIII secolo. Solo quando il consolidamento dell’autorità politica del comune cittadino e la conseguente imposizione di obblighi fiscali costringono i residenti a dare una definizione a questi luoghi. Brenzone quindi fino al Duecento non si esprime in ambito politico e non possiede gli elementi che lo accomunerebbero a un tipico comune medievale: una chiesa, un castello o un edificio adibito alla gestione territoriale o di rappresentanza.
La zona di Brenzone, data la marginalità all'interno del complesso territorio veronese, passerà poi nel corso dei secoli sotto il dominio scaligero e successivamente sotto l'egemonia veneziana.

### Età moderna e contemporanea
La documentazione seicentesca e settecentesca conferma la stabilità sostanziale dell’assetto insediativo. Il rilevamento del 1790, sollecitato dall’ambiente scientifico dell’Accademia di agricoltura di Verona. constata l’esistenza di 21 distinti insediamenti, per un totale di 2 104 abitanti in 440 nuclei famigliari.
Nel 1797 arriva l'occupazione napoleonica, ma per pochi anni. Poi quella dell'Impero austriaco fino al 1866. Durante il periodo di dominazione austriaca, nel 1818 il Comune, pur piccolo, si smembra in tre Comuni indipendenti, da nord a sud: il Comune di Castello, il Comune di Brenzone ed il Comune di Castelletto. Dopo pochissimi anni, nel 1840, ci si rende conto che non ci sono i presupposti di popolazione e si torna indietro con la (ri)fusione dei tre Comuni. Ma come qualche volta accade nelle piccole comunità le discussioni e le polemiche non mancano, dopo la fusione il nome invece di ritornare Brenzone con sede a Magugnano, diventa Castelletto, come pure la sede, pur riunendo tutte le frazioni originarie. In realtà molti anni prima qualche cessione territoriale c'era stata a sud al vicino Comune di San Zeno di Montagna per le frazioni di Borno e Villanova e a Torri del Benaco per le località Lorolli e Ca'Berselle.
Poi con varie vicissitudini e molti anni di discussioni si torna all'antico. Nel 1866 il Comune, assieme a tutto il Veneto entra a far parte del Regno d'Italia con il nome di Castelletto. Ma già il 17 ottobre 1870 il Comune diventa per decreto "Castelletto di Brenzone". Il 9 marzo 1871 poi, con decreto 121, lo Stato Italiano autorizza il Comune di Castelletto di Brenzone a riportare la sede nell'originaria frazione di Magugnano. Infine il 10 maggio 1924 con ulteriore decreto anche il nome torna ad essere (dopo oltre cento anni dalla divisione) quello originario di Brenzone.
All'inizio dell'Ottocento (ma per solo ventidue anni per quanto riguarda i primi tre) nel territorio dell'odierno comune esistevano quindi i comuni di
- Castello, formato da vari centri abitati: Sommavilla, Pozzo, Menarolo (oggi Assenza), Castello (capoluogo), Castel di Sotto, Porto, Venzo, Zignago, Borago, Sengiarine, Boccino
- Brenzone, comprendente le frazioni di Magugnano (oggi tornata sede comunale del comune riunito), Marniga, San Giovanni e Campo
- Castelletto, comprendente i centri abitati di Castelletto, Biaza, Fasor e Pasola
- Comune censuario di Prada, comprendente gli abitati di Prada Alta, San Francesco (oggi aggregato al paese di Prada Alta), Val di Fies e Chemasi che oggi appartengono a Brenzone, e gli abitati di Prada Bassa e Senaga che oggi appartengono al comune di San Zeno di Montagna

Infine molto più recentemente, nel 2014, dopo la proposta del Consiglio Comunale ed apposito referendum fra gli abitanti, il nome cambiò ancora e questa volta in modo innovativo rispetto ai nomi tradizionali, ora si chiama in modo turisticamente più riconoscibile "Brenzone sul Garda" dal 22 febbraio 2014.

### Simboli
Il gonfalone è un drappo troncato di giallo e di rosso.

## Monumenti e luoghi d'interesse

### Evidenze archeologiche

#### Incisioni rupestri
- La "pietra di Castelletto": nel 1965 in frazione Castelletto durante lavori di scavo tornò alla luce un liscione di roccia inciso con modalità e contenuti simili a quanto visibile nelle famose incisioni rupestri della Val Camonica. Simbologie religiose, rappresentazioni del sole e di armi risalenti a 4.500 anni fa. Attualmente visitabile nella sede municipale in frazione Magugnano.

#### Ritrovamenti di epoca romana

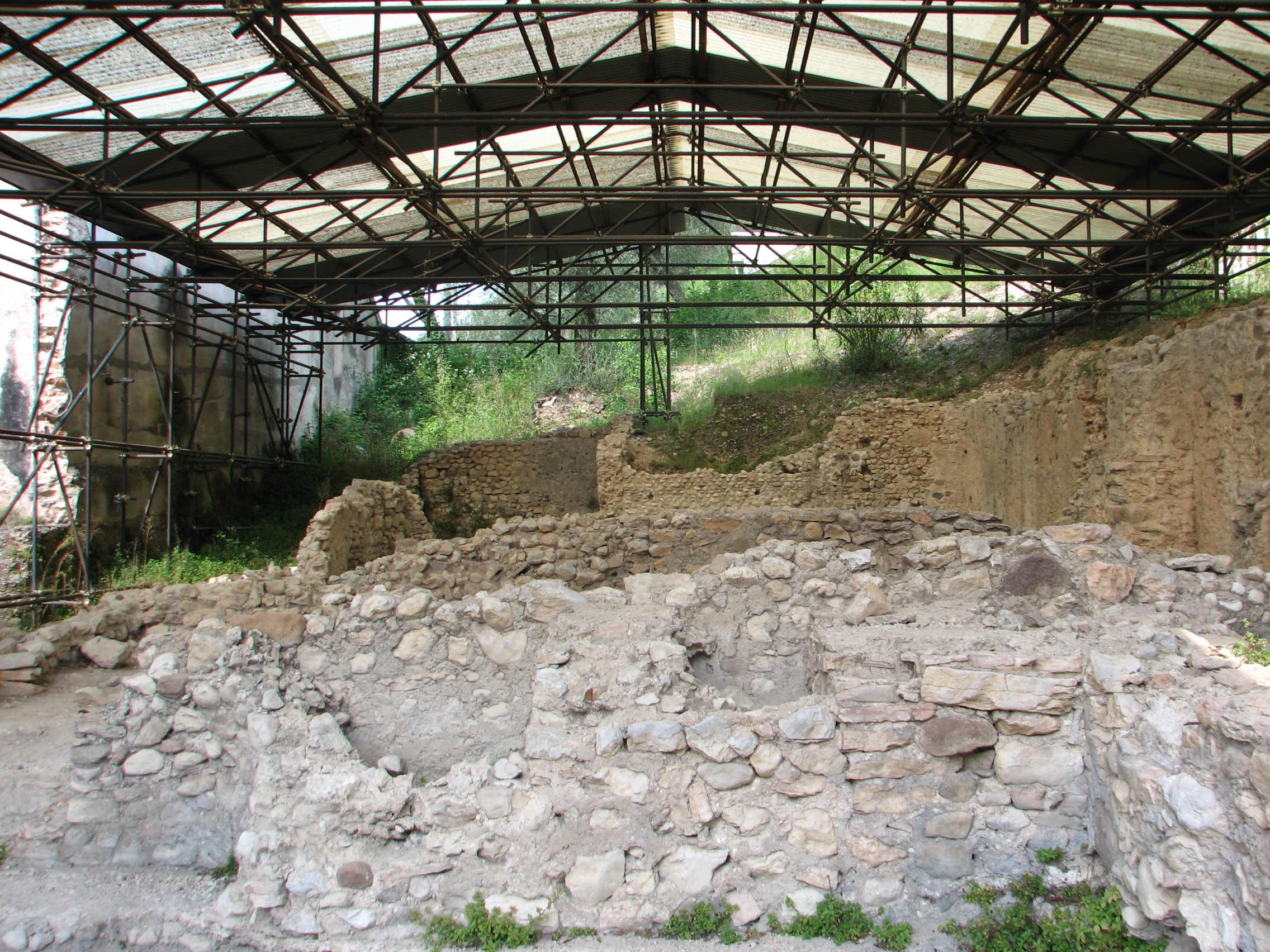
Resti di villa romana di età augusto-claudia, rinvenuti nel cimitero di Castelletto di Brenzone

- Villa romana a Castelletto di Brenzone: all'interno del locale cimitero dopo alcuni lavori di ampliamento avvenuti in periodi di tempo molto distanti tra loro (1922-23 / 1962 / 1988) vengono portate alla luce tracce di muratura, resti di un pregevole mosaico, tratti di pavimentazione e una soglia in pietra. Il ritrovamento anche all'interno della vicina chiesa di San Zeno de l'oselèt di due capitelli corinzi ha fatto supporre che si trattasse di una villa lacustre di età imperiale augusto-claudia (I secolo d.C.) adibita a residenza di svago e di rappresentanza di nobili patrizi. È stata riportata alla luce una struttura abitativa di 790 m² rispetto ai 2000 m² della originaria estensione della villa. La villa ha una continuità d'uso fino al IV-V secolo, in seguito viene abbandonata e utilizzata come luogo di sepoltura in epoca altomedievale.[22][23]
- Lapide romana sull'Isola Trimelone: durante un'opera di spianamento nel 1910 di murature medievali viene riportata alla luce una lapide iscritta. Si tratta di una stele funeraria parzialmente conservata in calcare bianco della Valpolicella, databile alla seconda metà del I secolo d.C., oggi conservata all'interno del Museo Archeologico del Teatro Romano a Verona. Data la esigua dimensione dell'isola, si presume sia stata usata in epoca altomedievale come materiale da costruzione.[24]
- Dedica a Ercole a Castello di Brenzone: eruditi veronesi del XVI secolo raccontano di una dedica a Ercole posta nel sacello dei Santi Vito e Modesto, situato in località Porto di Brenzone e oggi scomparso. La lapide nell'Ottocento venne posizionata su un muro che fiancheggia la canonica di Castello di Brenzone, mentre oggi si trova all'interno della chiesa stessa. Si tratta di una lastra in calcare bianco locale con un'incisione in lettere regolari di epoca imperiale che suggerisce una collocazione cronologica del reperto tra I e II secolo d.C. L'iscrizione recita Hercul(i) / L(ucius) (Cl)aud(ius) Callistus: si tratta di una dedica a Ercole, una divinità che godette di una venerazione particolare nel Veneto e nel Trentino, dove è documentato in diverse località. Era molto importante per le comunità locali in quanto era protettore della proprietà, delle greggi, dei mercanti, dei viaggiatori, delle strade e dei porti.[25]
- Tombe rinvenute a Pozzo di Brenzone: nel 1968 vennero rinvenute casualmente presso una villetta di proprietà Ratti delle tombe con ossa semicombuste, frammenti di vaso e una moneta romana, identificata come un sesterzio di Domiziano (81-96 d.C.). Gli abitanti del posto avevano segnalato il ritrovamento di molte altre tombe con corredo. Purtroppo ad oggi risulta perduta.[26]

### Architetture religiose

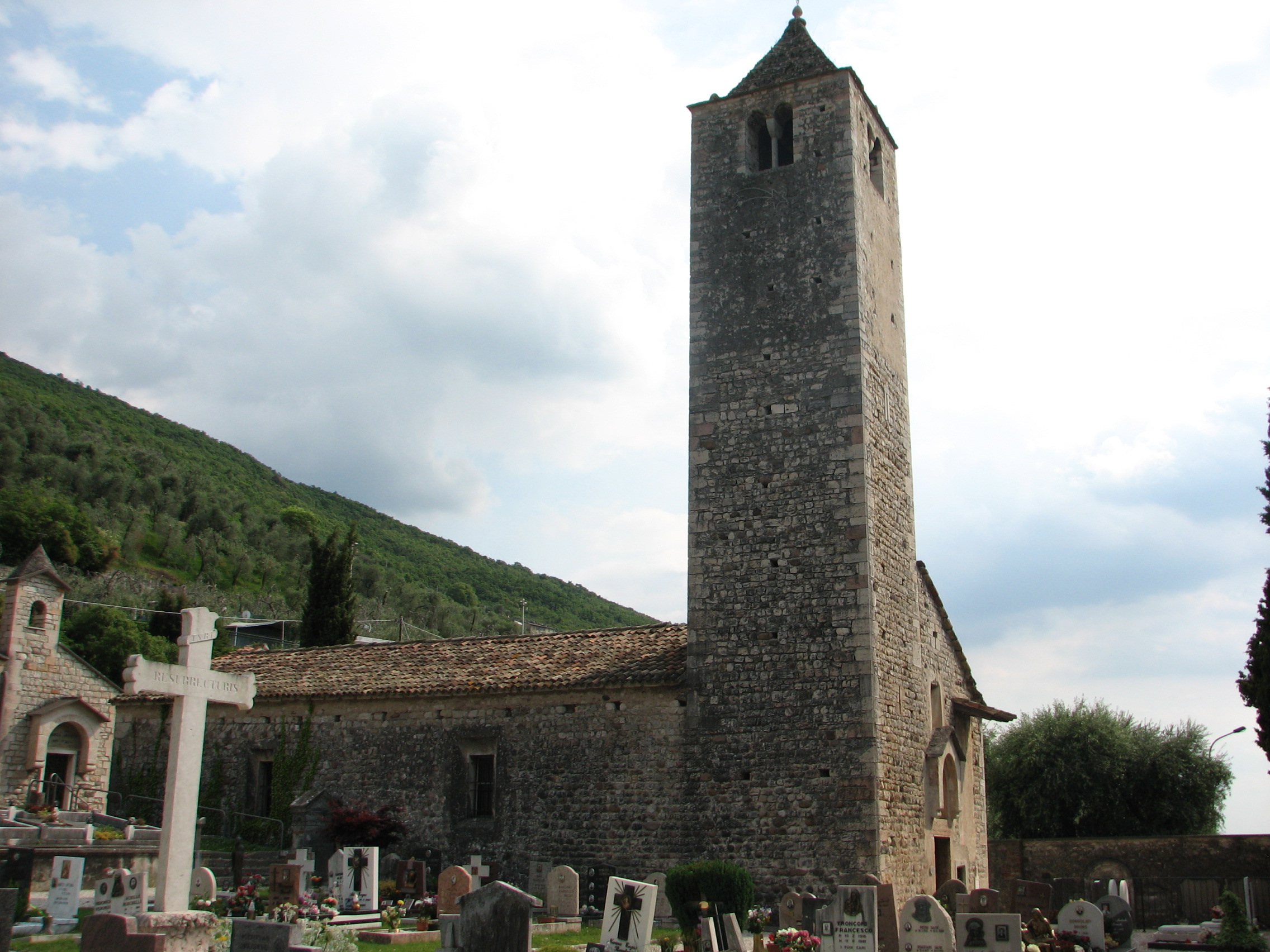
Chiesa di San Zeno de l'Oselet a Castelletto di Brenzone

- Chiesa di San Zeno detta de l'oselét.

L'edificio sorge sulle rovine di un antico tempio pagano e si caratterizza per delle forme architettoniche tipicamente romaniche che risalgono ai secoli XI - XII e XIII. La struttura è difatti il risultato di momenti di costruzione diversi che si concludono con la ricostruzione della facciata e la creazione di una torre campanaria. All'interno della chiesa sono inoltre presenti affreschi tardo romanici d'impronta bizantina.
- Chiesa parrocchiale di San Carlo Borromeo, Castelletto.

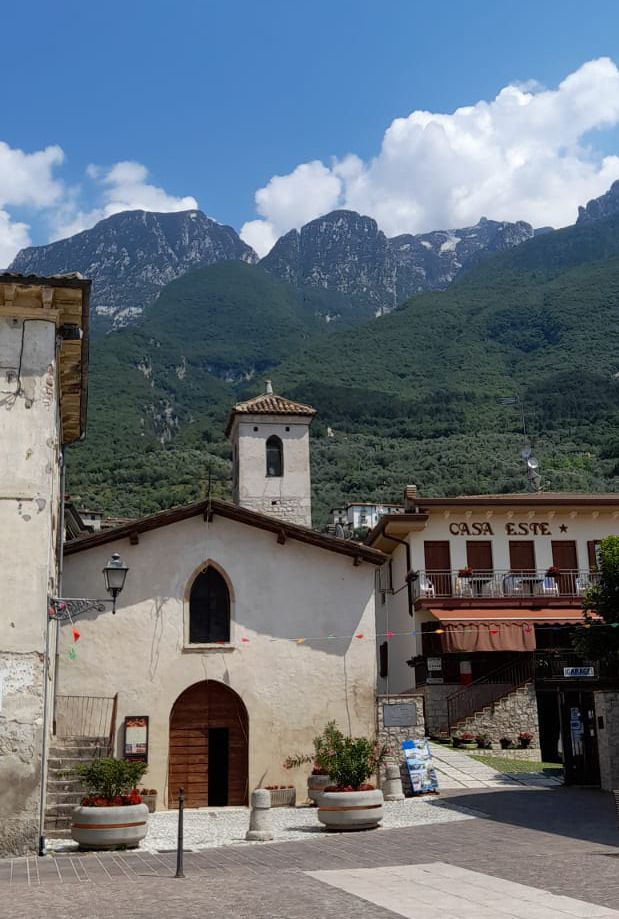
Chiesa San Nicola d'Assenza a Brenzone

La prima struttura risale al 1630-1656, edificata dagli abitanti delle contrade di Castelletto, Biasa e Fasor ma fu poi demolita per lasciar spazio all'attuale chiesa, costruita tra il 1905 e il 1908. Il nuovo edificio si caratterizza per una facciata in stile neo-gotico con una lunetta decorata con la rappresentazione della Sacra Famiglia.
- Chiesa parrocchiale di San Giovanni Battista a Magugnano

Le origini della chiesa non sono documentate ma si presume una fondazione al XII-XIII secolo. L'edificio si caratterizza per una facciata a capanna e una torre campanaria addossata al fianco meridionale.
- Chiesa di San Nicola ad Assenza

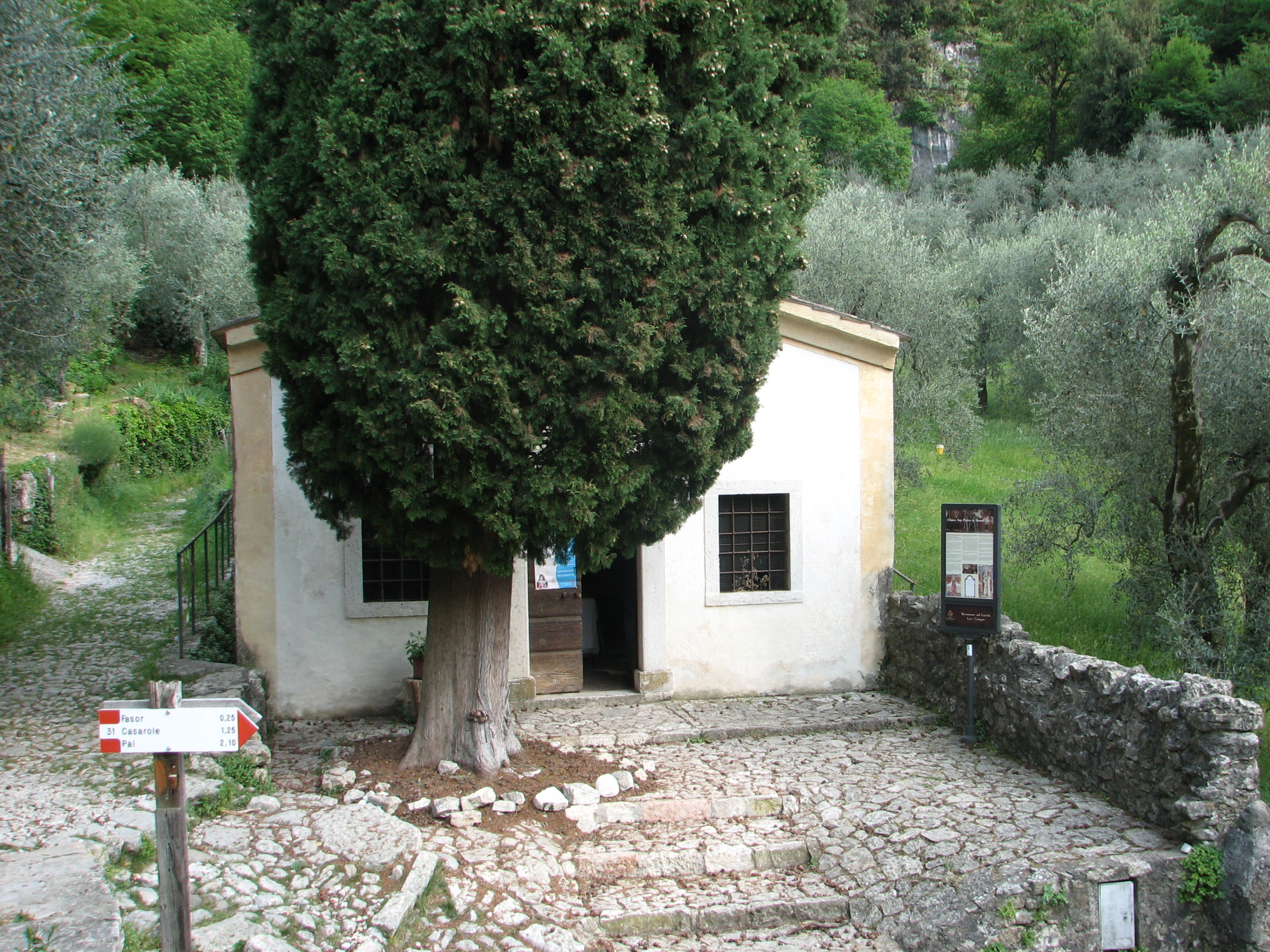
Chiesa di San Pietro in Vincoli a Campo, Brenzone

La chiesa venne costruita nei secoli XI-XII e dedicata al santo vescovo di Mira, da sempre appellato contro le insidie delle acque tipiche della zona. La sua presenza è documentata come una delle cappelle della pieve di Malcesine in un atto del 1159 voluto dal pontefice Adriano IV. L'aspetto iniziale della struttura doveva essere di tipo romanico ma con i diversi ampliamenti avvenuti nel corso degli anni e il rifacimento della facciata in stile neogotico in età moderna, la struttura assunse un aspetto diverso. All'interno della chiesa si conservano affreschi duecenteschi, trecenteschi e quattrocenteschi. 
- Chiesa Parrocchiale di Santa Maria Assunta a Castello

La chiesa venne costruita nel XIV secolo per volere del notaio Bortolo Noto del fu Bonaventura ma fu poi ricostruita interamente tra il 1813 e il 1829 in forme neoclassiche.
- Chiesa di San Pietro in Vincoli a Campo

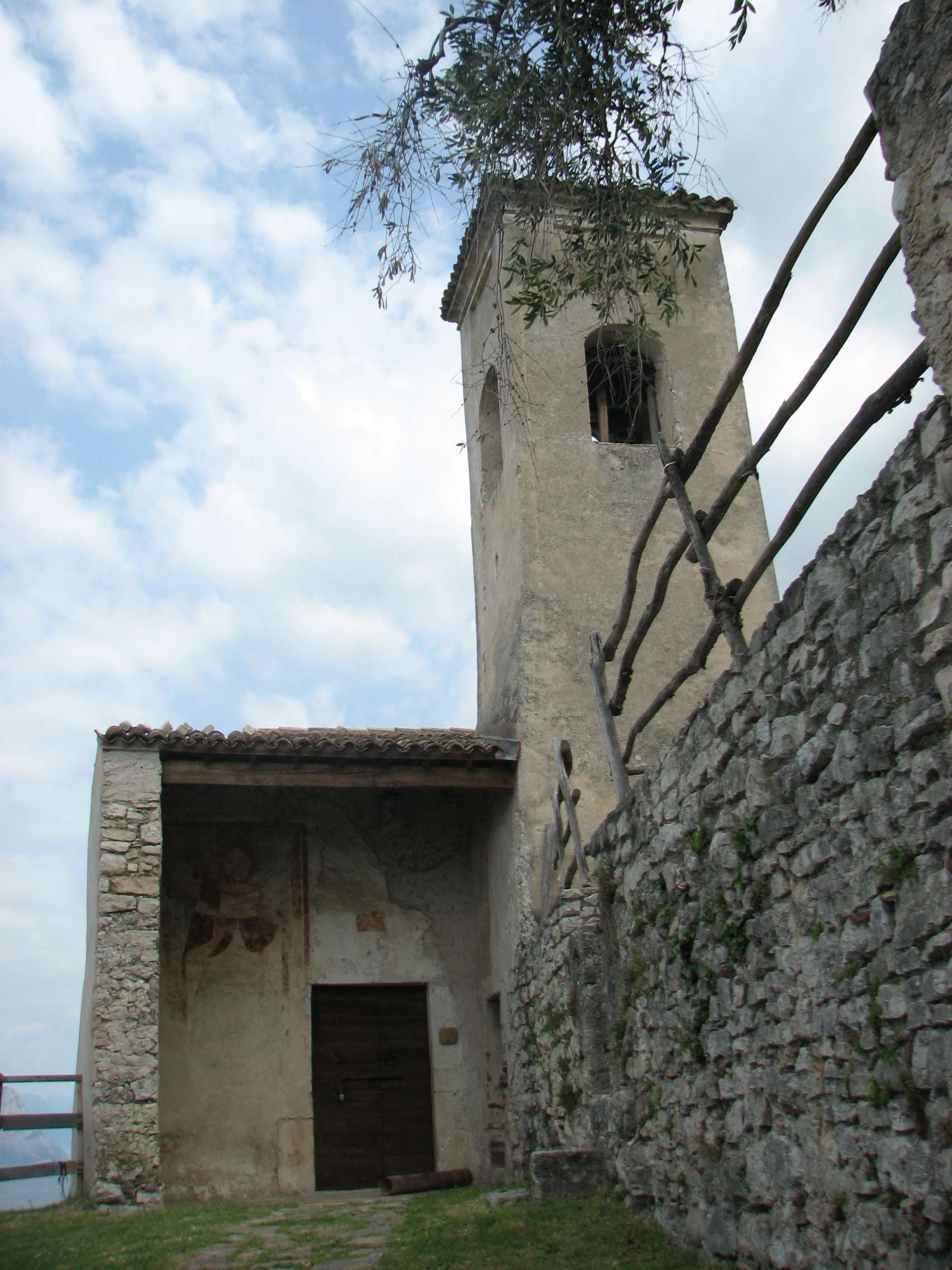
Chiesa di sant'Antonio Abate a Biaza, Brenzone

L'edificazione della chiesa non è supportata da documenti ed è quindi difficile una datazione. La contrada di Campo viene documentata già dal 1023 ma senza riferimenti alla sua chiesa. Secondo alcuni va identificata con la cappella dei santi Simeone e Giuda citata in una bolla pontificia del 1159 mentre l'archeologo austriaco Martin Bitschnau sostiene una datazione anteriore al XII secolo. Si potrebbe anche sostenere una fondazione al XIV secolo, periodo in cui fu affrescata da Giorgio da Riva. L'edificio che possiamo osservare oggi presenta una facciata rifatta nel corso del Settecento ma mantiene la sua struttura originale a capanna tipica dell'architettura romanica. 
- Chiesa di Sant'Antonio Abate a Biaza

Le origini della chiesa non sono certe, una leggenda la farebbe risalire all'alto medioevo come cappella castrense ma molto più probabilmente è databile a fine trecento o primi del quattrocento osservando l'affresco di San Cristoforo conservatosi in una delle pareti esterne. La chiesa venne poi beneficiata ad una delle famiglie più importanti del luogo ovvero la famiglia Brenzone. L'edificio che possiamo osservare oggi è in sostanza l'originale e segue i criteri dell'architettura romanica. All'interno si possono ancora ammirare parte degli affreschi eseguiti da Paolo Brenzone alla fine del Quattrocento e inizio del Cinquecento.
- Numerosi capitelli, anche di discreta fattura, sparsi su tutto il territorio.

### Borghi
- Borgo di Borago
- Borgo di Castello
- Borgo di Venzo
- Borgo di Biaza
- Borgo di Campo[32]

### Aree naturali
- Rifugio Telegrafo

A 1 910 metri sul crinale di Costabella (catena del Baldo). Rifugio gestito dal CAI veronese, riaperto dopo sei anni di chiusura nell'estate 2005. Una scelta culinaria va segnalata, poiché il riso a 1 900 metri ha problemi di cottura, nel risotto viene sostituito dall'orzo dando vita all'"Orzotto".

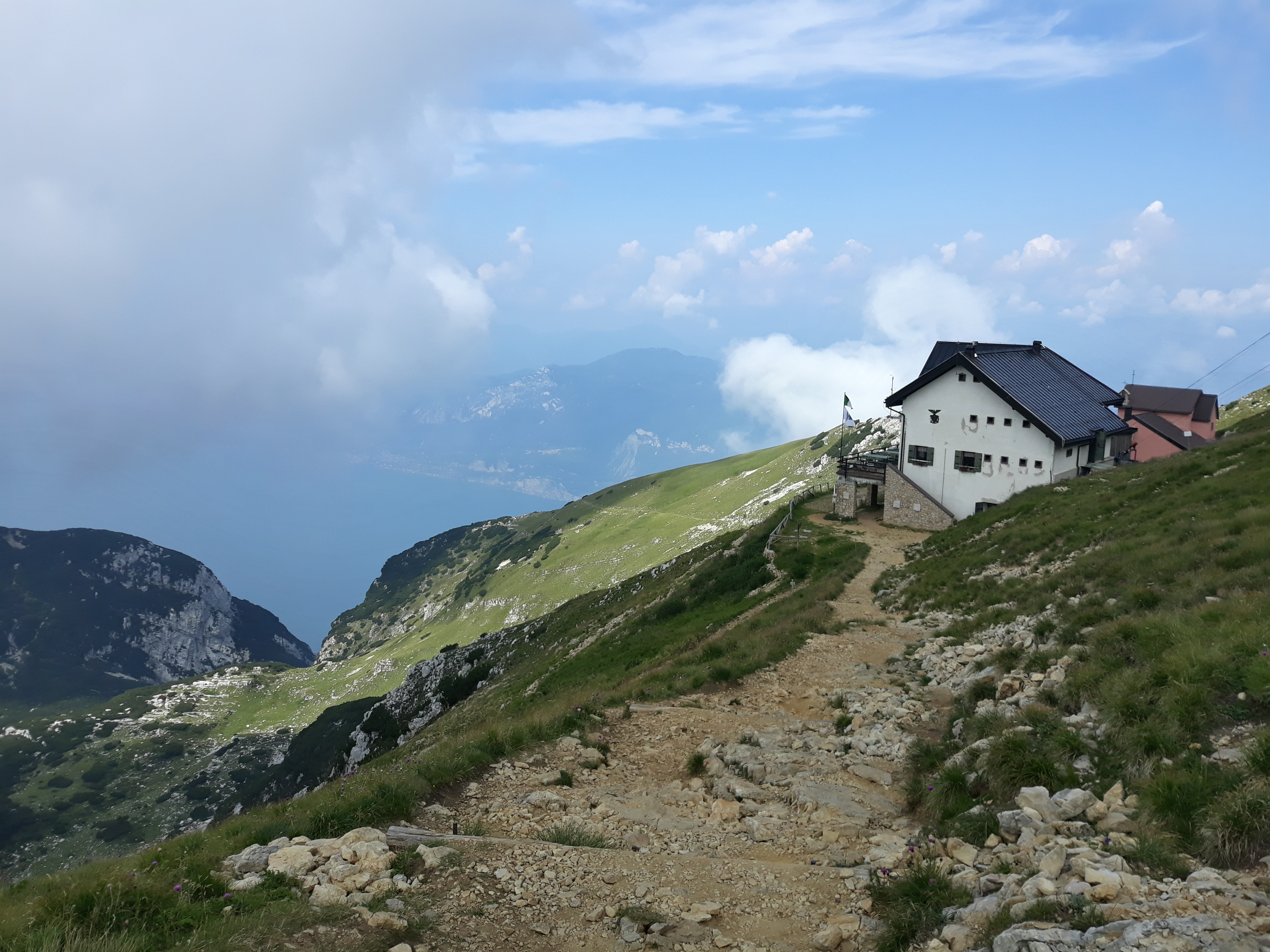
Rifugio Telegrafo

- Rifugio Telegrafo "Gaetano Barana"

A 2 150 metri, si trova sotto la Cima Telegrafo (Monte Maggiore) che con i suoi 2 200 metri è la seconda cima per altezza della catena del Baldo (la prima è Cima Valdritta con 2 218 metri); per raggiungere il rifugio ci sono varie strade. Da Val Trovai dalla via che risale la valle (1 200 metri di dislivello in 7 km di strada), dalla bidonvia di Prada Alta superando il Passo del Camin dopo Coal Santo e arrivare da sud (340 metri di dislivello in 20 km), con funivia da Malcesine, Tredespin passando per le creste (Cima delle Pozzette, Cima del Longino, Cima Val Finestra, Cima Valdritta, Cima Pettorina), sul sentiero CAI n. 651, circa 4 ore di cammino, partendo da Assenza seguendo il sentiero CAI n. 654 (quasi 2 200 metri di dislivello) passando dalla Valle delle Nogare e Valle delle Pre, 5 ore oppure volendo si può fare una deviazione dal Forcellin, ma è abbastanza impegnativo, circa 6 ore.
- Val Vaccara

La Val Vaccara è una valle della provincia di Verona (comuni di Brenzone sul Garda e di San Zeno di Montagna), che taglia trasversalmente il massiccio del Monte Baldo sul suo lato occidentale per una lunghezza di circa 20 km, tra il passo Scale a nord (altitudine di 1200 m s.l.m.) e la Val Cottarella a sud (800 m s.l.m.), dove la larghezza raggiunge i 2 km.
Il nome deriva dalle vacche.
- Malga Trovai[9]
- Malga Zovel[9]

## Società

### Evoluzione demografica
Abitanti censiti

## Cultura

### Eventi
- Regata pazza di Brenzone, a Ferragosto. Dal 1995 entrano in competizione natanti costruiti con materiali di recupero, dalle bottiglie di plastica al polistirolo passando per una serie di materiali eterogenei;
- Ondes de luj, si festeggia nella parrocchia di Castello di Brenzone appunto l'11 luglio. La mattina vi è una lunga processione in cui viene portata la Madonna del Colera a spalle; essa parte dalla Chiesa Parrocchiale di Castello, dopo una prima Messa (all'alba), passa dalle frazioni di Boccino, Porto, Assenza (dove viene celebrata un'altra Messa e si dà tempo ai partecipanti di riposarsi un po'), si sale per la Via de Loc, Sommavilla, Pozzo, Borago, per poi ritornare nella parrocchiale di Castello dove si celebra la messa finale. La sera infine si festeggia con la musica nel campo sportivo del centro Santa Maria di Castello dove vengono fatte molte specialità del posto tra cui gli spaghetti con le sarde di lago (bigoi co' le sardèle). È una festa molto popolare anche oggi;
- Festa di San Rocco a Marniga, dura più giorni e culmina il 16 agosto;
- Festa dell'Agola, si celebra a Castelletto di Brenzone il 10 luglio. La mattina viene detta la messa alla Madonna del Colera e alla Madonna dell'Agola e alla sera si festeggia in piazza Madre Maria Mantovani dove a mezzanotte si svolge un grande spettacolo pirotecnico. È una festa che con gli anni ha cambiato forma e ha perso parte del carattere tradizionale diventando molto turistica[34].

## Economia
L'economia è essenzialmente turistica e concentrata sul lago per quanto riguarda l'estate e sui monti per tutto l'anno. Questo radicale cambio del lavoro, prima esclusivamente montano di sussistenza, ha spopolato la montagna delle bestie compensandola con il turismo montano. Prima della nascita del turismo molti abitanti della zona sono emigrati verso grandi città italiane e paesi stranieri.

## Infrastrutture e trasporti
I principali collegamenti stradali di Brenzone sul Garda passano verso nord e sud lungo il lago, percorrendo la Gardesana Orientale, ex strada statale 249.

## Amministrazione
| Periodo       | Periodo       | Primo cittadino          | Partito              | Carica  | Note      |
| ------------- | ------------- | ------------------------ | -------------------- | ------- | --------- |
| maggio 1985   | maggio 1990   | Corrado Bertoncelli      | Democrazia Cristiana | Sindaco | [ 35 ]    |
| maggio 1990   | febbraio 1992 | Livio Parisi             | Indipendente         | Sindaco | Decadenza |
| febbraio 1992 | aprile 1995   | Dennis Palminio          | Indipendente         | Sindaco | [ 37 ]    |
| aprile 1995   | giugno 1999   | Giovanni Zappalà         | Lista civica         | Sindaco | [ 38 ]    |
| giugno 1999   | giugno 2004   | Giovanni Zappalà         | Lista civica         | Sindaco | [ 39 ]    |
| giugno 2004   | giugno 2009   | Giacomo Giulio Simonelli | Lista civica         | Sindaco | [ 40 ]    |
| giugno 2009   | maggio 2014   | Rinaldo Sartori          | Lista civica         | Sindaco | [ 41 ]    |
| maggio 2014   | maggio 2019   | Tommaso Bertoncelli      | Lista civica         | Sindaco |           |
| maggio 2019   | in carica     | Davide Benedetti         | Lista civica         | Sindaco |           |

Il comune aderisce all’iniziativa: patto dei sindaci.